# Архиепархия Кингстона (Канада)
Архиепархия Кингстона (лат. Archidioecesis Regiopolitana) — архиепархия Римско-Католической церкви с центром в городе Кингстон, Канада. Архиепархия Кингстона является одной из старейших англоязычных католических епархий в Канаде. В архиепархию Кингстона входят епархии Александрии-Корнуолла, Питерборо, Су-Сент-Мари. Кафедральным собором архиепархии является собор Непорочного зачатия Пресвятой Девы Марии в Кингстоне.

## История
12 января 1819 года Святым Престолом был учреждён Апостольский викариат Верхней Канады, выделив его из епархии Квебека. 27 января 1826 года Римский папа Пий XII издал бреве «Inter multiplices», которым преобразовал Апостольский викариат Верхней Канады в епархию Кингстона.
17 декабря 1841 года, 25 июня 1847 года и 25 января 1874 года епархия Кингстона уступила часть своей территории новой епархии Торонто (сегодня — Архиепархия Торонто), епархии Байтона (сегодня — Архиепархия Оттавы) и Апостольскому викариату Северной Канады (сегодня — Епархия Питерборо).
28 декабря 1889 года епархия Кингстона была возведена в ранг архиепархии.
21 января 1890 года архиепархия Кингстона уступила часть своей территории в пользу новой епархии Александрии (сегодня — Епархия Александрии — Корнуолла).

## Ординарии архиепархии
- епископ Alexander MacDonell (12.01.1819 — 14.01.1840);
- епископ Rémi Gaulin (14.01.1840 — 8.05.1857);
- епископ Patrick Phelan (8.05.1857 — 7.06.1857);
- епископ Edward John Horan (8.01.1858 — 16.06.1874);
- епископ John O’Brien (12.02.1875 — 1.08.1879);
- архиепископ James Vincent Cleary (1.10.1880 — 24.02.1898);
- архиепископ Charles-Hugues Gauthier (29.07.1989 — 6.09.1910);
- архиепископ Michael Joseph Spratt (17.07.1911 — 23.02.1938);
- архиепископ Richard Michael Joseph O’Brien (23.02.1938 — 30.08.1943);
- архиепископ Джозеф Энтони О’Салливан (26.02.1944 — 14.12.1966);
- архиепископ Joseph Lawrence Wilhelm (14.12.1966 — 12.03.1982);
- архиепископ Фрэнсис Джон Спенс (24.04.1982 — 27.04.2002);
- архиепископ Anthony Giroux Meagher (27.04.2002 — 14.01.2007);
- архиепископ Brendan Michael O’Brien (1.06.2007 — 28.03.2019);
- архиепископ Michael Mulhall (28.03.2019 — по настоящее время).

## Источник
- Annuario Pontificio, Libreria Editrice Vaticana, Città del Vaticano, 2003, ISBN 88-209-7422-3
- Бреве Inter multiplices (27.01.1826) Архивная копия от 20 мая 2011 на Wayback Machine, Bullarium pontificium Sacrae congregationis de propaganda fide, т. V, Romae, 1841, стр. 15.